# Sōta Hirayama
Sōta Hirayama (Kitakyūshū, 6 de junio de 1985) es un futbolista japonés que se desempeña como delantero en el F. C. Tokyo.

## Clubes
| Club            | País         | Año         |
| --------------- | ------------ | ----------- |
| Heracles Almelo | Países Bajos | 2005 - 2006 |
| F. C. Tokyo     | Japón        | 2006 -      |